# White Eagle (serial cinematografico 1922)
White Eagle è un serial muto del 1922 diretto da Fred Jackman e da W. S. Van Dyke. Era interpretato (e prodotto) dalla trentenne - all'epoca delle riprese - Ruth Roland. Soprannominata Queen of the Thriller Serials, l'attrice girò nella sua carriera oltre duecento film, di cui molti erano film a episodi.

## Produzione
Il film fu prodotto dalla Hal Roach Studios per Ruth Roland Serials.

## Distribuzione
Distribuito dalla Pathé Exchange, uscì nelle sale cinematografiche USA il 1º gennaio 1922. Il film viene considerato presumibilmente perduto.

### Episodi
1. The Sign of the Trident - 1º gennaio 1922
2. The Red Man's Menace - 8 gennaio 1922
3. A Strange Message - 15 gennaio 1922
4. The Lost Trail - 22 gennaio 1922
5. The Clash of the Clans - 29 gennaio 1922
6. The Trap - 5 febbraio 1922
7. The Mysterious Voyage - 12 febbraio 1922
8. The Island of Terror - 19 febbraio 1922
9. The Flaming Arrow - 26 febbraio 1922
10. The Cave of Peril - 5 marzo 1922
11. Danger Rails - 12 marzo 1922
12. Win or Lose - 19 marzo 1922
13. Clash of the Clans - 26 marzo 1922
14. The Pivoted Rock - 2 aprile 1922
15. The Golden Pool - 9 aprile 1922